# Rak bubrega
Rak bubrega je uglavnom zloćudni tumor, a najčešći je karcinom bubrežnih stanica.

## Nastajanje raka i simptomi
Nije poznato kako rak bubrega nastaje, ali može se sa sigurnošću reći kako postoje razni čimbenici koji su povezani s rakom bubrega, a to su najčešće pušenje, debljina ihipertenzija:80. Češće se javlja kod muškaraca u šezdesetim i/ili sedamdesetim godinama života.:79
'
Simptomi se javljaju relativno kasno, najčešće kada je rak metastazirao. Najčešći su simptomi mokrenje krvi, bolovi u leđima, vrućica te povišeni krvni tlak.:2055. A zbog toga što je bubreg "izolirani organ", rak ne pokazuje nikakve simptome no kad se pojave to obični znači da je bolest uznapredovala.:87

## Dijagnosticiranje
Nekada se u otkrivanju raka burega koristila tzv. intravenska urografija. Njome se ubrizgavanjem kontrasnih sredstava (spojevi s jodom, barijem i bizmutom) rengenskim metodama (intravenska i infuzijska urogrfija prikazivali urološki organi. Danas se koriste ultrazvuk, CT ili MR. CT i MR pružaju podatke o lokalnoj proširenosti te informacije o zahvaćenosti limfnih čvorova i žila dok sama magnetska rezonanca daje informacije o promjenama u venama. među metodama otkrivanja su i radiogram prsnog koša i funkcijski testovi jetre.

## Liječenje[1]:91-98
Rak bubrega može se liječiti operacijskim putem te zračenjem ili unosom lijekova, ali se jedino operacijom rak može potpuno izliječiti. Postoje dva tipa operacijskog liječenja: Rdikalna nefrektomija i Parcijalna nefrektomija (nefrektomija znači kirurško odstranjivanje bubrega:572). Radikalnim načinom se odstranjuje cijeli bubreg zajedno s bubrežnim ovojem; uklanjane nadbubrežne žlijezde i limfnih čvorova oko bubrega. Parcijalnim načinom se odsranjuje samo onaj dio bubrega koji je zaražen tumorom, ali tada postoj opasnog od širenja tumora na ostale dijelove bubreg.
Liječenje zračenjem raka bubrega koristi se nakon radikalne nefrektomije i kao palijacijsko liječenje metastaza.
Postoje četiri vrste liječenjke raka unosom lijekova:
- hormonalna terapija (samo u prošlosti)
- Kemoterapija
- Imunoterapija
- "Ciljana terapija"